# Wolfgang Winkler (Landrat)
Wolfgang Winkler (* 7. September 1902 in Breslau; † nach April 1945) war ein deutscher Bürgermeister und Landrat.

## Leben
Winkler studierte ab 1921 in Breslau Rechtswissenschaft. Gleichzeitig war er Mitglied des Corps Silesia. Nach Abschluss des Studiums war er 1929/30 Assessor in Naumburg (Saale) und 1933/34 in Schneidemühl. Ab 1935 war er Bürgermeister in Sorau. Im April 1943 wurde er gleichzeitig zum kommissarischen und im Dezember 1943 endgültig zum Landrat des Kreises Züllichau-Schwiebus bestellt.
Beide Ämter übte er bis zum Kriegsende 1945 aus. Seitdem war er vermisst.